# Chodsigoa
Chodsigoa ist eine weitgehend unbekannte Säugetiergattung aus der Familie der Spitzmäuse (Soricidae). Die zugehörigen elf Arten leben im östlichen Asien.

## Allgemeines
Es handelt sich um vergleichsweise kleine Spitzmäuse. Die Kopfrumpflänge beträgt rund 45 bis 70 Millimeter und das Gewicht rund 5 Gramm. Das Fell ist weich und dicht, seine Färbung variiert an der Oberseite von rötlichbraun bis schwarz, die Unterseite ist heller. 
Lebensraum dieser Tiere sind feuchte Waldgebiete, Buschländer und manchmal auch kultivierte Regionen. Die Nahrung dürfte aus Insekten und Regenwürmern bestehen. Ansonsten ist über ihre Lebensweise nichts bekannt.

## Systematik
In manchen Systematiken gilt Chodsigoa als Untergattung von Soriculus, jüngere Werke wie Wilson & Reeder (2005) führen sie jedoch als eigenständige Gattung. Diese Aufteilung wird unter anderem mit einer kleineren Anzahl von Zähnen (28 gegenüber 30 bei Soriculus) begründet.
Es werden neun Arten unterschieden:
- die Van-Sung-Spitzmaus (Chodsigoa caovansunga) wurde erst 2003 wissenschaftlich beschrieben. Die Art lebt in der vietnamesischen Provinz Hà Giang.
- Chodsigoa dabieshanensis kommt in der Provinz Anhui in China vor und wurde erst 2022 beschrieben.[1]
- die Dunkle Braunzahnspitzmaus (Chodsigoa furva) lebt im südwestlichen China und in Myanmar.
- die Hoffmann-Braunzahnspitzmaus (Chodsigoa hoffmanni) wurde bisher nur an wenigen Fundstellen im südwestlichen China und im nördlichen Vietnam beobachtet.
- die De-Winton-Spitzmaus (Chodsigoa hypsibia) ist im mittleren und südlichen China beheimatet.
- die Gansu-Spitzmaus (Chodsigoa lamula) lebt ebenfalls im mittleren und südlichen China.
- die Lowe-Spitzmaus (Chodsigoa parca) ist im südlichen China und den nördlichen Regionen Myanmars, Thailands und Vietnams verbreitet.
- die Yunnan-Zwergspitzmaus (Chodsigoa parva) lebt im südlichen China (Yunnan).
- die Salenski-Spitzmaus (Chodsigoa salenskii) ist nur von einem einzigen Exemplar aus Sichuan bekannt. Die IUCN listet die Art als „vom Aussterben bedroht“ (critically endangered).
- die Smith-Spitzmaus (Chodsigoa smithii) bewohnt die zentralen Regionen Chinas.
- die Kleine Taiwan-Spitzmaus (Chodsigoa sodalis) ist auf Taiwan endemisch.